# Bretenière
Bretenière is een gemeente in het Franse departement Côte-d'Or (regio Bourgogne-Franche-Comté) en telt 776 inwoners (1999). De plaats maakt deel uit van het arrondissement Dijon.

## Geografie
De oppervlakte van Bretenière bedraagt 6,0 km², de bevolkingsdichtheid is 129,3 inwoners per km².
De onderstaande kaart toont de ligging van Bretenière met de belangrijkste infrastructuur en aangrenzende gemeenten.

## Demografie
Onderstaande figuur toont het verloop van het inwonertal (bron: INSEE-tellingen).

1. ↑  Populations de référence 2022.